# Christina Lamb
Pour les articles homonymes, voir Lamb.
Christina Lamb OBE (née le 15 mai 1965) est une journaliste et biographe britannique. Elle est la correspondante en chef pour The Sunday Times. 
Lamb est la récipiendaire de quatorze récompenses majeures, dont quatre British Press Awards et le Prix Bayeux Calvados-Normandie des correspondants de guerre. Elle est membre honoraire de l'University College d'Oxford, membre de la Royal Geographical Society et membre du Wilson International Center for Scholars à Washington DC. En 2013, la reine lui décerne un Ordre de l'Empire britannique pour services rendus au journalisme. En novembre 2018, Lamb reçoit un doctorat honorifique en droit de l'Université de Dundee,. 
Elle a écrit huit livres dont le best-seller The Africa House et Je suis Malala, co-écrit avec Malala Yousafzai, qui est nommé Popular Non-Fiction Book of the Year par le British National Book Awards 2013,,. 

## Biographie
Lamb fait ses études au Lycée Nonsuch pour filles (en) et à l'University College où elle obtient une licence en philosophie, politique et économie. Elle s'est d'abord fait connaître en remportant le titre de jeune journaliste de l'année pour sa couverture de l'occupation soviétique de l'Afghanistan en 1988. Peu de temps après avoir obtenu son diplôme d'Oxford, elle voyage avec les Moudjahidin pour lutter contre l'occupation soviétique, passant deux années à Peshawar. Elle fait des reportages sur le Pakistan et l'Afghanistan depuis près de trois décennies,. 
Lamb est basée à Islamabad et à Rio de Janeiro pour le Financial Times et à Johannesbourg et à Washington DC pour The Sunday Times. Elle couvre les guerres de l'Irak à la Libye, de l'Angola à la Syrie ; la répression de l'Érythrée au Zimbabwe ; et voyage aux confins de l’Amazonie pour visiter des tribus isolées,. Elle accorde une attention particulière à des questions telles que les filles enlevées par Boko Haram au Nigeria, les yazidis esclaves sexuelles en Irak et la situation des femmes afghanes,. 
En novembre 2001, elle doit quitter le Pakistan après avoir découvert la preuve d'une opération secrète menée par des éléments malhonnêtes de l'ISI , le service de renseignement de l'armée pakistanaise, visant à faire passer des armes aux Talibans. En 2006, elle survit à une embuscade des talibans avec des troupes britanniques dans la région de Helmand,. Elle est également dans le bus de Benazir Bhutto lors de son explosion en octobre 2007,,. 
Je suis Malala est traduit en 40 langues et s'est vendu à près de deux millions d'exemplaires dans le monde. Son dernier livre, Nujeen, l'incroyable périple, coécrit avec Nujeen Mustafa, est publié par William Collins (Londres) en septembre 2016 et traduit en neuf langues. 
La première pièce de Lamb intitulée Drones, Baby, Drones avec Ron Hutchison est présentée au théâtre Arcola à Londres en 2016,,. 
Lamb est membre du conseil international de l'Institute for War and Peace Reporting (en) (IWPR) et est marraine du groupe caritatif britannique Afghan Connection (en). 
En 2009, un portrait de Lamb est exposé au Ashmolean Museum d'Oxford,. Une photo d'elle par Francesco Guidicini se trouve dans la collection de photographies de la National Portrait Gallery. Elle sert d'inspiration au personnage d'Esther dans le roman Le Zahir (2005) écrit par Paulo Coelho,,. 
En 2017, elle est la première femme ancienne étudiante de premier cycle de l'University College d'Oxford à être élue membre honoraire de l'université. La bourse récompense « son journalisme courageux, vif et d'une importance capitale, ainsi que pour son soutien à l'Université ». 

## Œuvres
- Waiting for Allah: Pakistan's Struggle for Democracy, Londres, Hamish Hamilton, 1991.
- The Africa House: The True Story of an English Gentleman and His African Dream, Londres, Viking, 1999.
- The Sewing Circles of Herat: My Afghan years, Londres, HarperCollins, 2002.
- House of Stone: The True Story of a Family Divided in War-Torn Zimbabwe, Londres, HarperPress, 2007.
- Small Wars Permitting: Dispatches from Foreign Lands, Londres, HarperPress, 2008.
- I Am Malala: The Girl Who Stood Up for Education and was Shot by the Taliban, co-écrit avec Malala Yousafzai, New York, Little Brown, 2013.Traduit en français par Pascal Loubet sous le titre Moi, Malala, je lutte pour l'éducation et je résiste aux talibans , Paris, Calmann-Lévy, 2013, 390 p,  (ISBN 9782702154403) ; réédition Paris, Le Livre de Poche,  2014, 424 p.,  (ISBN 9782253194958).
- Farewell Kabul: From Afghanistan to a More Dangerous World, Londres, William Collins, 2015.
- Nujeen: One Girl's Incredible Journey from War-torn Syria in a Wheelchair, co-écrit avec Nujeen Mustafa, Londres, William Collins, 2016.Traduit en français par Fabienne Gondrand sous le titre Nujeen, l'incroyable périple, Paris, HarperCollins, 2016, 416p.  (ISBN 979-1033900122) ; réédition Paris, HarperCollins, coll. « Poche », 2017, 288 p.,  (ISBN 979-1033901600).
- Our Bodies, Their Battlefield: What War Does to Women ,Londres,William Collins, 2020. Traduit en français par Fabienne Gondrand sous le titre Notre corps, leur champ de bataille, Paris, HarperCollins, 2021, 624p.  (ISBN 9780008300005).

## Récompenses

### Prix journalistiques
- 1988 : Jeune journaliste de l'année, British Press Awards (en)[38].
- 1991 : Journaliste de l'année 1991, British Press Awards.
- 1992 : Prix Amnesty International UK Media, catégorie Périodiques[39].
- 2001 : Journaliste étrangère de l'année 2001, British Press Awards[40].
- 2009 : Prix Bayeux Calvados-Normandie des correspondants de guerre[1]
- 2015 : Prix Amnesty International UK Media, catégorie Journaux nationaux[41]
- 2016 : Print & Web Feature Story of the Year, Foreign Press Association (Londres)[42],[43].
- 2017 : The Sue Lloyd-Roberts Media Award, Women on the Move Awards[44].

### Prix littéraires
- 2003 : Finaliste du Barnes & Noble Discover Great New Writers Award pour The Sewing Circles of Herat[45].
- 2013 : Popular Non-Fiction Book of the Year, British Book Awards pour Je suis Malala[6]
- 2013 : Meilleur mémoire et autobiographie, Goodreads Choice Awards pour Je suis Malala[46]
- 2014 : Finaliste du Prix du livre politique de l'année, Political Book Awardss pour e suis Malalaa[47].

### Autres récompenses
- 1993/1994 : Nieman Fellow de l'Université Harvard[48].
- 2008 : Fellow du Dart Center Ochberg[49].
- Reconnue par le magazine She comme l'une des femmes les plus inspirantes de Grande-Bretagne[50].
- Choisie par la fondation ASHA comme l'une de leurs femmes inspirantes du monde entier[51].
- Inclus dans la liste des 150 visionnaires de 2017 du Harper's Bazaar comme « l'une des dirigeantes les plus influentes du Royaume-Uni »[52].